# Median

Beräkning av medianen för datamängder med udda samt jämna antal värden.

Median är inom statistiken det värde för ett ordnat datamaterial som delar materialet i två lika stora delar och är ett medelvärde sådant att det överskrides lika ofta som det underskrides av värden i det givna materialet.
Medianen av en mängd tal är ett tal sådant att antalet tal större än medianen är lika med antalet tal mindre än medianen. För mängder med ett ojämnt antal tal är medianen det mittersta talet om de ordnas i storleksordning. För mängder med ett jämnt antal tal är medianen medelvärdet av de två mittersta talen. För mängden {1, 7, 9, 10, 17} är medianen 9 (medan medelvärdet är 8,8). För mängden {1, 7, 7, 9, 10, 17637} är medianen 8 (medan medelvärdet är 2945,17).
Medianen kan i vissa fall ge en bättre bild av vad som är ”normalt” i en dataserie än vad ett medelvärde ger, speciellt om mätvärdena är relativt få, med en relativt stor inbördes varians (exempel 2 ovan). Termerna median, medelvärde och typvärde hör till gruppen lägesmått. Medianen är ett av måtten för en talmängd som förekommer inom matematiken. I algoritmstudier är ett välbekant problem att hitta medianen bland fem tal med endast sex jämförelser.
Medianen har stor tolerans för felmätningar, så länge dessa är symmetriska kring det verkliga värdet. Notera att definitionen av median bara täcker värden i en dimension. För fler dimensioner krävs andra metoder. Medianen används främst vid misstanke om fel eller oönskade värden i mängden som avviker mycket från genomsnittet, eller för att bearbeta eller analysera data för att få ett centrumvärde som bättre passar det aktuella behovet. 
Det finns inte någon standardsymbol för medianen. Vissa författare använder till exempel ~x eller m. I vanliga fall definieras konceptet då symbolerna införs.

## Definition
Antag en ordnad följd av n värden. Medianen är det mittersta värdet om n är udda. Om n är jämnt är medianen medelvärdet av de mittersta värdena, det vill säga om a < b < c < d är medianen medelvärdet av b och c.
Om exempelvis n är 7 är medianen värdet med positionen 4 och om n är 8 är medianen medelvärdet av talen med positionerna 4 och 5.

## Tillämpningar och fördelar
Medianen har fördelen att vara mindre känslig mot asymmetriska mängder än andra lägesmått. Måttet är därför generellt sett bättre för att observera tendenser mellan centralvärden då man har extremvärden som inte överstämmer med resten av mängden i hörnen av ordnade uppställningar. 
Till exempel så har följande värden samma median trots att deras medelvärden och typvärden är relativt långt ifrån varandra.
Mängd A:  
1, 1, 2, 3, 5, 7, 7, 7, 8. 
Median = 5, medelvärde ≈ 4,56, typvärde = 7
Mängd B: 
0, 0, 0 ,1, 5, 6, 6, 7, 7. 
Median = 5, medelvärde ≈ 3,56, typvärde = 0
Mängd C: 
0, 1, 2, 3, 5, 9, 9, 100, 10000. 
Median = 5, medelvärde ≈ 1125,4, typvärde = 9
Medianen är dock inte alltid bästa valet för att få ut bra data. Det är upp till situationen mer än något annat som avgör vad som anses passande. Ett exempel är att man gärna använder medianen av löner för att beräkna en standardlön på ett företag, då det ofta finns några få individer som har mycket högre lön än medianen och dessa skulle öka ”standardlönen” avsevärt om man skulle använda sig av ett genomsnitt .

### Andra användningar av medianen
Medianfilter
I signalprocessorer används medianen för att eliminera störningar genom att titta på signalens grannar och se vad som är troligt att vara där istället för vilket värde som det nu råkar ha.

## Historik
Idén påstås komma från Edward Wrights bok om navigation, där han föreslår att man tar medianen av en serie av kompass-observationer för att fastställa det troligaste korrekta värdet.
Antoine Augustin Cournot var år 1843 först att använda termen median (valeur médiane) för just det vi menar med median idag.
Gustav Fechner gjorde medianen populär som verktyg för formell analys av data.